# Mao Tianyi
Mao Tianyi (ur. 4 sierpnia 1983 w Jilin) – chiński siatkarz, grający na pozycji rozgrywającego. Obecnie występuje w klubie Bayi. Od 2014 roku reprezentant Chin.

## Kariera klubowa
Swoją karierę rozpoczął w klubie Guangdong, w którym występował w latach 2007–2014. Od 2014 roku jest zawodnikiem klubu Bayi.

## Kariera reprezentacyjna
W 2010 roku został powołany do reprezentacji kadetów, z którą zdobył srebrny medal w Mistrzostwach Azji. W tym samym roku występował także w reprezentacji juniorów, z którą w Mistrzostwach Azji zajął 4. miejsce.
W 2011 roku z reprezentacją kadetów zajął 8. miejsce w Mistrzostwach Świata. W 2012 roku zdobył srebrny medal z reprezentacją juniorów w Mistrzostwach Azji. Otrzymał także indywidualną nagrodę dla najlepszego rozgrywającego. W 2013 roku występował z reprezentacją juniorów na Mistrzostwach Świata, zajmując 15. miejsce.
W 2014 roku po raz pierwszy powołany został do seniorskiej reprezentacji. Znalazł się w szerokiej kadrze na Ligę Światową, jednak nie wystąpił w żadnym meczu w tych rozgrywkach. Następnie z reprezentacją występował w Igrzyskach Azjatyckich, zajmując 4. miejsce.
W 2015 roku ponownie znalazł się w szerokiej kadrze na Ligę Światową. W 2016 roku wraz z reprezentacją zdobył srebrny medal w Pucharze Azji. W 2017 roku został powołany do reprezentacji na Ligę Światową.

## Osiągnięcia

### reprezentacyjne
- Puchar Azji
  -  2. miejsce: 2016
- Mistrzostwa Azji kadetów:
  -  2. miejsce: 2010
- Mistrzostwa Azji juniorów:
  -  2. miejsce: 2012

## Nagrody indywidualne
- 2012: Najlepszy rozgrywający Mistrzostw Azji Juniorów